# Radu Bălan
Radu Bălan (n. 24 mai 1936, comuna Căzănești, județul Ialomița – d. 14 februarie 1995, Pitești, înhumat la Timișoara) a fost un om politic comunist român.

## Biografie
A absolvit Academia de Studii Economice și a îndeplinit apoi funcția de primar al municipiului Timișoara (1978-1981).
În 1989, cu puțin timp înainte de revoluție, a fost numit prim-secretar al Comitetului Județean Timiș al PCR.
În 22 decembrie 1989, a fost aclamat de mulțimea adunată în Piața Operei din Timișoara și a fost prezentat de ziarul local ca un lider al revoluției. A fost apoi arestat pentru participare la reprimarea revoluției din Timișoara. A fost condamnat în 1991 la 23 ani închisoare, decedând înainte de judecarea recursului.
În data de 14 februarie 1995, a murit din cauza bolnav de cancer. A fost înmormântat 2 zile mai târziu, în 16 februarie 1995, în cimitirul din zona Lipovei, Timișoara.

## Distincții
- Ordinul Muncii clasa a III-a (24 aprilie 1967) „cu prilejul aniversării a 45 de ani de la crearea Uniunii Tineretului Comunist”[3]
- Ordinul Muncii clasa a II-a (20 august 1984) „pentru contribuția deosebită adusă la înfăptuirea politicii Partidului Comunist Român de făurire a societății socialiste multilateral dezvoltate în patria noastră, cu prilejul celei de-a 40-a aniversări a revoluției de eliberare socială și națională, antifascistă și antiimperialistă”[4]

## Vezi și
- Lista membrilor Comitetului Central al Partidului Comunist Român